# Cigales (vino)

Localizzazione della produzione del vino di Cigales

Il Cigales è un vino di Castiglia e León. La sua zona di produzione è a cavallo tra la Provincia di Palencia e la Provincia di Valladolid.
La denominazione di origine comprende 13 comuni che fanno centro a Cigales, denominazione che ottenne nel 1991.

## Caratteristiche
- Rosso: Vino tra i 12º e 14º di gradazione alcolica, fresco e fruttato.
- Rosato: Vino tra i 10,5º e 13º di gradazione alcolica.